# Leon Constantine
Leon Constantine (ur. 24 lutego 1978 w Londynie) – angielski piłkarz występujący na pozycji napastnika.

## Kariera klubowa
Leon Constantine jest wychowankiem angielskiego klubu Edgware Town. Następnie przeniósł się do Millwall, w barwach którego zadebiutował 30 września 2000 roku w wygranym 4:1 meczu z Peterborough United. Następnie Anglik przebywał na wypożyczeniu w Leyton Orient i Partick Thistle, a w sierpniu 2002 roku przeszedł do Brentford. Rok później Constantine podpisał bezterminowy kontrakt z Southend United. Następnie odrzucił ofertę pozostania w klubie na kolejne dwa lata i w maju 2004 roku odszedł do Peterborough United. W październiku został wypożyczony do Torquay United, a w grudniu za 75 tysięcy funtów klub ten wykupił go na stałe. Dla Torquay Constantine w 42 pojedynkach zaliczył dziesięć trafień, a po zakończeniu sezonu trener drużyny wystawił go na listę transferową. Ostatecznie w listopadzie 2005 roku odszedł do Port Vale, gdzie przez dwa sezony zdobył 32 gole.
W 2007 roku angielski napastnik trafił do Leeds United. W nowym klubie nie miał jednak okazji pokazać swoich umiejętności, ponieważ od początku pobytu na Elland Road był trapiony przez kontuzje. Z drużyną „The Whites” 7 sierpnia 2007 roku podpisał dwuletni kontrakt. W ekipie „Pawi” zadebiutował w przegranym 2:1 meczu z Bury. W pojedynku tym Constantine strzelił też swojego pierwszego gola dla nowego klubu. 1 stycznia 2008 roku w spotkaniu z Oldham Athletic po zdobyciu bramki Anglik niefortunnie upadł i jak się później okazało złamał rękę. Diagnoza lekarska wykazała, że Anglika czeka co najmniej dwumiesięczna przerwa. W marcu 2008 roku Constantine został wypożyczony do Oldham Athletic. W ośmiu spotkaniach strzelił dwie bramki, a następnie powrócił do Leeds.
2 lipca Anglik na zasadzie wolnego transferu odszedł do Northampton Town, po tym jak wpadł w niełaskę szkoleniowca Leeds Gary’ego McAllistera. Prezentował tam jednak słabą skuteczność, w efekcie czego działacze klubu zdecydowali się wypożyczyć go do Cheltenham Town. Po miesiącu Constantine powrócił do Northamptonu. 29 czerwca Constantine podpisał umowę z Hereford United stając się tym samym pierwszym napastnikiem pozyskanym przez nowego trenera Johna Trewicka.
We wrześniu 2010 roku przeszedł do występującego w Blue Square Premier, York City.